# Cnemaspis kendallii
Cnemaspis kendallii là một loài thằn lằn trong họ Gekkonidae. Loài này được Gray mô tả khoa học đầu tiên năm 1845.